# Henry Moseley (Physiker)

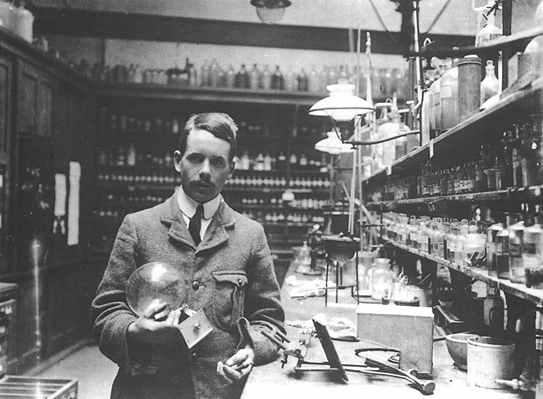
Henry Moseley im Trinity College Oxford (1910)

Henry Gwyn Jeffreys Moseley (* 23. November 1887 in Weymouth; † 10. August 1915 in Gallipoli) war ein britischer Physiker. Sein wichtigster wissenschaftlicher Beitrag war der Beweis der Richtigkeit des Konzeptes der Ordnungszahlen in der Chemie.

## Leben und Wirken
Er war der Sohn von Henry Nottidge Moseley und besuchte das Eton College. Ab 1906 studierte er am Trinity College der Universität Oxford. Nach dem Abschluss 1910 war der Demonstrator für Physik an der Universität Manchester bei Ernest Rutherford. In seinem ersten Jahr war er dort als Teaching Assistant hauptsächlich mit der Lehre beschäftigt, konnte sich danach aber der Forschung widmen.
1913 fand er mit Hilfe der Röntgenspektroskopie eine systematische Beziehung zwischen der Wellenlänge und der Ordnungszahl (Moseleysches Gesetz). Zuvor hatte man angenommen, dass die Ordnungszahl eine willkürliche Nummer ist, die auf der Reihenfolge der Atommassen basiert, aber geändert werden muss (beispielsweise von Dmitri Mendelejew), um ein Element an den richtigen Platz im Periodensystem zu bringen. Moseleys Entdeckung zeigte, dass die Ordnungszahlen eine experimentell messbare Basis hatten. Zusätzlich zeigte er, dass es Lücken bei den Nummern 43, 61 und 75 (heute bekannt als die radioaktiven Elemente Technetium und Promethium sowie das stabile, aber seltene Rhenium) gab. Daher sagte er in der Tradition von Mendelejew diese drei Elemente voraus. Seine Arbeiten waren ein weiterer Beweis für die damals noch umstrittene Atomtheorie.
Ein Angebot einer Fellowship durch Rutherford lehnte er ab, um Ende 1913 zurück nach Oxford zu gehen und dort seine Forschungen fortzusetzen. Doch nachdem der Erste Weltkrieg ausgebrochen war, meldete er sich zu den Royal Engineers. Er fiel in der Schlacht von Gallipoli bei den Dardanellen auf der Halbinsel Gallipoli.
Nach ihm ist der Mondkrater Moseley benannt. Er wurde auch zweimal für den Nobelpreis nominiert, einmal für Physik und einmal für Chemie.